# Gamtel FC
Gamtel Football Club w skrócie Gamtel FC – gambijski klub piłkarski mający siedzibę w stolicy kraju, Bandżulu. Drużyna występuje w pierwszej lidze.

## Sukcesy
- I liga[1]:
  - mistrzostwo (2):  2015, 2017/2018.

- Puchar Gambii[2]:
  - zwycięstwo (4): 2010, 2011, 2012, 2013.

- Superpuchar Gambii[2]:
  - zwycięstwo (1): 2015.

## Występy w afrykańskich pucharach
| Sezon     | Rozgrywki           | Runda   | Kraj         | Klub                 | Dom | Wyjazd | Dwumecz      |
| --------- | ------------------- | ------- | ------------ | -------------------- | --- | ------ | ------------ |
| 2012      | Puchar Konfederacji | wstępna | Senegal      | Casa Sports          | 1–0 | 0–1    | 1–1 (k. 4–3) |
| 2012      | Puchar Konfederacji | 1       | Mali         | AS Real Bamako       | 1–0 | 1–3    | 2–3          |
| 2013      | Puchar Konfederacji | wstępna | Senegal      | ASC HLM              | 3–1 | 2–1    | 5–2          |
| 2013      | Puchar Konfederacji | 1       | Tunezja      | Club Sportif Sfaxien | 1–3 | 2–4    | 3–7          |
| 2014      | Puchar Konfederacji | wstępna | Sierra Leone | RLSAF FC             | 2–0 | 1–0    | 3–0          |
| 2014      | Puchar Konfederacji | 1       | Maroko       | Difaâ El Jadida      | 0–2 | 0–4    | 0–6          |
| 2016      | Liga Mistrzów       | wstępna | Maroko       | Olympique Khouribga  | 1–2 | 1–2    | 2–4          |
| 2018/2019 | Liga Mistrzów       | wstępna | Algieria     | CS Constantine       | 0–1 | 0–0    | 0–1          |
| 2020/2021 | Puchar Konfederacji | wstępna | Maroko       | TAS Casablanca       | –   | 0–1    | 0–1          |

## Stadion
Domowe mecze klub rozgrywa na stadionie o nazwie King George V Stadium w Bandżulu, który może pomieścić 3000 widzów.